# Michel Guerry
Pour les articles homonymes, voir Guerry.
Michel Guerry, né le 2 décembre 1932, est un homme politique français membre de l'Union des Français de l'étranger et du groupe UMP au Sénat.

## Biographie
Ingénieur diplômé de l'ESTP Paris, il fait sa carrière chez Thales. Il habite en Grèce de 1983 à 1999, avant de devenir sénateur des Français établis hors de France le 23 septembre 2001.